# Renée Lichtig
Pour les articles homonymes, voir Lichtig.
Renée Lichtig, née le 18 février 1921 à Shanghai (Chine) et morte le 16 octobre 2007 à Paris, est une monteuse française.

## Biographie
Née en Chine d'une mère russe, Renée Lichtig passe son enfance à Shanghai. Elle arrive en France dans les années 1930. Fille d’un ingénieur en électricité, elle est marquée par la mort tragique de son père, victime d’un incendie de pellicule nitrate. Cette expérience influencera toute sa carrière et son engagement dans la conservation cinématographique.

Elle commence dans le cinéma en tant que stagiaire aux studios d’Épinay et devient monteuse. Sa demi-sœur, Lucie Lichtig, est scripte. Ensemble, elles travailleront sur de nombreux films, notamment avec Nicholas Ray.
Grâce à Henri Langlois, fondateur de la Cinémathèque française, elle assiste Erich von Stroheim dans la restauration de La Symphonie nuptiale en 1954.

Renée Lichtig collabore ensuite avec Jean Renoir sur ses trois derniers films et devient une monteuse très appréciée dans le cinéma français et international. Elle travaille aussi avec Nicholas Ray, Robert Parrish, Gilles Carle et Etienne Périer.
Elle rejoint la Cinémathèque française en 1978, un an après la mort d'Henri Langlois, pour y diriger une cellule de vérification des copies. Elle s’investit pleinement dans la restauration des films anciens, reconstituant plus d’une centaine d’œuvres du patrimoine cinématographique.
Parmi ses plus grandes réalisations figure la restauration de Casanova (1927) d'Alexandre Volkoff avec Ivan Mosjoukine, projeté à la Cinémathèque en 1986 avec accompagnement musical de Georges Delerue.
En 2023 elle obtient le prix Jean Mirty décerné par La Cinémathèque du Frioul lors du Festival du film muet de Pordenone en récompense pour son œuvre au service de la sauvegarde du patrimoine cinématographique.

## Filmographie
- 1951 : La Course de taureaux (documentaire)
- 1951 : La Vie de Jésus de Marcel Gibaud
- 1954 : La Symphonie nuptiale (The Wedding March), remontage du film pour la Cinémathèque française avec Erich von Stroheim
- 1955 : Visages de Paris (documentaire) Court Métrage
- 1955 : New York ballade (documentaire) Court Métrage
- 1955 : Impressions de New York (documentaire) Court Métrage
- 1957 : Amère victoire (Bitter Victory)
- 1958 : La Grande Illusion, remontage avec Jean Renoir
- 1959 : Le Testament du docteur Cordelier
- 1959 : Le Déjeuner sur l'herbe
- 1960 : Vers l'extase
- 1961 : Le Roi des rois (King of Kings)
- 1962 : Le Caporal épinglé
- 1963 : À la française (In the French Style)
- 1965 : Coplan FX 18 casse tout
- 1966 : O thanatos tou Alexandrou
- 1966 : Le Volcan interdit
- 1967 : Un homme à abattre
- 1968 : Le Rouble à deux faces
- 1970 : Caresses interdites (Daddy, Darling)
- 1971 : Schulmeister, l'espion de l'empereur TV
- 1972 : Un meurtre est un meurtre
- 1973 : Kamouraska
- 1973 : Les Corps célestes
- 1974 : Dis-moi que tu m'aimes
- 1975 : Le Grand Délire
- 1975 : Les Onze Mille Verges
- 1978 : La Part du feu
- 1979 : La Confusion des sentiments (TV)
- 1979 : Un si joli village
- 1998 :  Le Bon Coin Court Métrage